# Góra (powiat legionowski)
Góra – wieś sołecka  w Polsce, położona w województwie mazowieckim, w powiecie legionowskim, w gminie Wieliszew. 
Wieś szlachecka położona była w 1580 roku w powiecie warszawskim ziemi warszawskiej województwa mazowieckiego. Do 1952 roku miejscowość była siedzibą gminy Góra. W latach 1975–1998 miejscowość należała administracyjnie do województwa warszawskiego.
W pobliżu gęste lasy oraz duże stawy rybne. W lecie działają niestrzeżone kąpieliska. Wieś żyje na średnim poziomie, ma dostęp do 3 dużych miast: Warszawy, Legionowa, Nowego Dworu Mazowieckiego.
Wierni Kościoła rzymskokatolickiego należą do parafii św. Bartłomieja w Janówku Pierwszym.

## Komunikacja
Komunikacja jest dobrze rozwinięta - autobusy kursują do Warszawy i Nowego Dworu, w pobliżu stacja kolejowa Janówek. 

## Środowisko
Teren, na którym położona jest gmina, to płaski obszar szerokiej doliny z terasami: zalewową i nadzalewową o deniwelacjach nie przekraczających 10 m. Krawędź erozyjna pokrywa się z przebiegiem drogi krajowej Nr 631, głównego szlaku komunikacyjnego gminy i dzieli gminę na część północną, przylegającą do rzeki Narwi i Zalewu Zegrzyńskiego, gdzie dominują łąki okresowo podtapiane oraz część południową, gdzie znajduje się większość ziem uprawnych.
Gmina Wieliszew jest mozaiką lasów i użytków zielonych. Cenne zbiorowiska roślinne oraz cechy geomorfologiczne terenu zadecydowały, że 2/3 powierzchni gminy znalazło się w strefie Warszawskiego Obszaru Chronionego Krajobrazu. Najbardziej cenne tereny mają status obszarów szczególnej ochrony ekologicznej. Są to:
- rzeka Narew w granicy wałów przeciwpowodziowych,
- obszar łąkowo-wodny i leśny: Jezioro Klucz i las Sikory,
- zespół torfowo-leśny Kałuszyn,
- zespół torfowo-leśny Poddębie.

Jeden z zespołów uzyskał rangę rezerwatu. Położony tuż przy granicy z Zegrzem rezerwat „Wieliszewskie Łęgi”, zwany też „Storczykowym Gajem” jest jednym z najbogatszych stanowisk storczyka w województwie. W okolicach Kępy Kikolskiej organizowany jest kolejny rezerwat - ochroną ma zostać objęty stuletni las o charakterze łęgu wierzbowo-topolowego. Znajduje się tutaj jedna z dwóch w tej części Mazowsza kolonii lęgowych czapli siwej. Duże zespoły leśne na terenie gminy to bór świeży, bór mieszany oraz zespoły olsze z zarejestrowanymi 17 pomnikami przyrody, przechodzącymi regularne okresowe konserwacje.
W lasach natknąć się można na jelenie, sarny i dziki, które szczególnie upodobały sobie leśne zagajniki i podmokłe tereny. O czystości środowiska wodnego gminy świadczy także obecność wszędobylskich bobrów i wydr.
Położona na terenach pradoliny Wisły, Narwi i Bugu gmina posiada duże zasoby dobrej jakości wody (zasoby czwartorzędowe) na głębokości ok. 30 – 40 m. Na terenie gminy eksploatowane jest również złoże kruszywa naturalnego - żwiru i piasku w Janówku Pierwszym. Zasoby tego złoża szacuje się na około 40 mln ton. Lokalnie dla celów ogrodniczych pozyskuje się również torf.
Rzeka Narew jest głównym elementem układu hydrograficznego gminy uzupełnianym przez dolny odcinek Kanału Bródnowskiego, Kanał Komornicki, przepompownię z systemem kanałów i jezior Niziny Wieliszewskiej, system kanałów, rowów Niziny Skrzeszewskiej oraz system kanałów i jezior Niziny Krubińskiej z przepompownią w Górze.
Na terenie gminy występują także liczne stanowiska archeologiczne skupiające się w trzech rejonach:
- obszary wsi PAN-Góra, Góra, Krubin i Olszewnica Nowa,
- obszary wsi Topolina, Skrzeszew i Kałuszyn,
- obszar wsi Wieliszew.

## Zabytki
Na terenie Góry znajduje się kilkanaście obiektów zabytkowych. Większość znajduje się pod ochroną wojewódzkiego konserwatora zabytków w Warszawie. Są to:
- ruiny pałacu w stylu klasycystycznym z XVIII w.
- klasycystyczna oficyna z XVIII w.
- spichlerz z XVIII w.
- kuźnia z XVIII w.
- pozostałości parku z XVIII w.